# Turiba do Sul
Turiba do Sul é um distrito do município brasileiro de Itaberá, no interior do estado de São Paulo. O distrito é formado pela vila de Turiba do Sul (sede) e pelo povoado de Cerrado (aglomerado rural).

## História

### Origem
O patrimônio de Turiba do Sul, que anteriormente era denominado Fazenda Velha, começou a se formar a partir do empenho de Pedro Raimundo Pimenta, conhecido por Pedro Carapina, e de João Geraldo de Lima.
Os dois haviam chegado de Queluz junto com a comitiva de Camillo Sabino de Macedo, dono da então Fazenda Ponte Alta, que também viera de Queluz anos antes. É provável que Camillo Sabino de Macedo seja o dono original das terras onde surgiu Turiba, já que há relatos que havia um fazendeiro local, proprietário de escravos, conhecido por Macedão.
Os iniciadores do povoado, junto com João Batista Vaz, uniram-se para organizar 35 alqueires de terra na Fazenda Velha, e no dia 08/12/1892 foi levantada a primeira cruz, feita por Pedro Carapina e Antonio Joaquim Pinheiro, este conhecido por Antônio Francelino. O patrimônio original de Fazenda Velha era de 15 alqueires, situado na junção dos ribeirões Guardado e Furquilha.
Só havia meio alqueire de terreno limpo, onde foi levantada uma capelinha de madeira e barro, feita por Pedro Carapina e seus filhos. Já a igreja feita de alvenaria seria construída graças ao empenho de Franz Sabec e sua família, vindos de Liubliana, na Eslovênia, que na época fazia parte do Império Austro-Húngaro. Em fins de 1925, a igreja ficou pronta.
No ano de 1994, foi criada uma comissão de emancipação em Turiba do Sul, objetivando a elevação do distrito à condição de município, mas para uma futura emancipação terá que abranger áreas do vizinho distrito de Tomé.

### Toponímia
O antigo povoado de Fazenda Velha passou a ser chamado de “Toriba” em 1915, quando foi criado o distrito policial. A palavra é de origem tupi, e significa “paz, alegria e felicidade”.
Recebeu este nome porque o prefeito de Itaberá viu o nome numa lista de localidades e acabou gostando. Só que era o mesmo nome de uma estação ferroviária da Estrada de Ferro Araraquara no município de Matão. Daí então surgiu o novo topônimo “Turiba do Sul”.

### Formação administrativa
- Distrito policial de Toriba, criado em 11/05/1915 no município de Itaberá, extinto em 1945[5].
- Decreto nº 23.141 de 16/02/1954 - Cria a 2.ª subdelegacia de polícia na localidade conhecida pela denominação de Toriba do Sul, no distrito e município de Itaberá[6].
- Distrito criado pela Lei n° 5.285 de 18/02/1959, com sede no povoado de Turiba do Sul e com território desmembrado do distrito da sede do município de Itaberá[7][8].

### Pedido de emancipação
O distrito tentou a emancipação político-administrativa e ser elevado à município, através de processo que deu entrada na Assembléia Legislativa do Estado de São Paulo no ano de 1995, mas como não atendia os requisitos necessários exigidos por lei para tal finalidade, o processo foi arquivado.

## Geografia

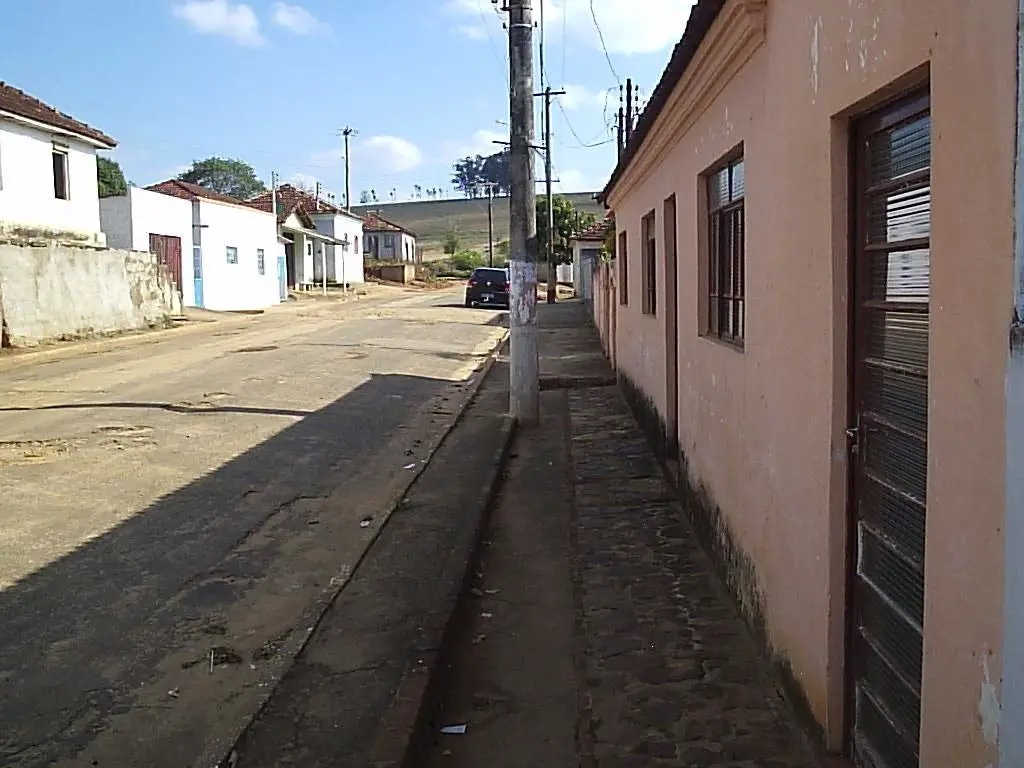
Aspecto local.

### Demografia

#### População urbana (Turiba do Sul)
| Crescimento população urbana | Crescimento população urbana | Crescimento população urbana | Crescimento população urbana |
| Censo                        | Pop.                         |                              | %±                           |
| ---------------------------- | ---------------------------- | ---------------------------- | ---------------------------- |
| 1960                         | 286                          |                              | —                            |
| 1970                         | 386                          |                              | 35,0%                        |
| 1980                         | 436                          |                              | 13,0%                        |
| 1991                         | 484                          |                              | 11,0%                        |
| 2000                         | 377                          |                              | −22,1%                       |
| 2010                         | 310                          |                              | −17,8%                       |
| Fonte: IBGE e Fundação SEADE |                              |                              |                              |

#### População urbana (Cerrado)
| Crescimento população urbana | Crescimento população urbana | Crescimento população urbana | Crescimento população urbana |
| Censo                        | Pop.                         |                              | %±                           |
| ---------------------------- | ---------------------------- | ---------------------------- | ---------------------------- |
| 1991                         | 213                          |                              | —                            |
| 2000                         | 215                          |                              | 0,9%                         |
| 2010                         | 159                          |                              | −26,0%                       |
| Fonte: IBGE e Fundação SEADE |                              |                              |                              |

#### População total
Pelo Censo 2010 (IBGE) a população total do distrito era de 935 habitantes.

### Área territorial
A área territorial do distrito é de 131,829 km².

### Rodovias
O principal acesso ao distrito é a estrada vicinal SP-275 - Tomé - Turiba do Sul.

## Serviços públicos

### Registro civil
Atualmente é feito na sede do município, pois o Cartório de Registro Civil das Pessoas Naturais do distrito foi extinto pelo Tribunal de Justiça do Estado de São Paulo, e seu acervo foi recolhido ao cartório do distrito sede.

### Saneamento
O serviço de abastecimento de água é feito pela Companhia de Saneamento Básico do Estado de São Paulo (SABESP).

### Energia
A responsável pelo abastecimento de energia elétrica é a Neoenergia Elektro, antiga CESP.

## Religião
O Cristianismo se faz presente no distrito da seguinte forma:

### Igreja Católica
- A igreja faz parte da Diocese de Itapeva[22].

### Igrejas Evangélicas
- Assembleia de Deus.
- Congregação Cristã no Brasil[23].